# Marshfield (Vermont)
Marshfield es un pueblo (subdivisión administrativa equivalente a un municipio) del condado de Washington, Vermont, Estados Unidos. Según el censo de 2020, tiene una población de 1583 habitantes.
El town (literalmente traducido como pueblo) es la unidad básica del gobierno local y la división local de la autoridad estatal en los seis estados de Nueva Inglaterra. Los towns de Nueva Inglaterra cubren toda el área de un estado, de manera similar a los townships en otros estados donde existen, pero son corporaciones municipales en pleno funcionamiento.

## Geografía
El municipio está ubicado en las coordenadas 44°17′45″N 72°20′46″O / 44.29583, -72.34611 (44.295947, -72.346185).

## Demografía
Según la Oficina del Censo, en 2000 los ingresos medios de los hogares eran de $40,603 y los ingresos medios de las familias eran de $44,063. Los hombres tenían unos ingresos medios de $30,852 frente a $25,823 para las mujeres. La renta per cápita era de $18,649. Alrededor del 9.1% de la población estaba por debajo del umbral de pobreza.
De acuerdo con la estimación 2015-2019 de la Oficina del Censo, los ingresos medios de los hogares son de $74,250 y los ingresos medios de las familias son de $78,750. Alrededor del 7.3% de la población está por debajo del umbral de pobreza.